# 上沼恵美子
上沼 恵美子（かみぬま えみこ、1955年〈昭和30年〉4月13日 - ）は、日本のタレント、テレビ司会者、歌手、元漫才師。
上沼事務所所属。兵庫県三原郡福良町（現：南あわじ市福良）出身。夫は元メディアプルポ代表取締役会長、元関西テレビプロデューサーの上沼真平。姉は海原千里・万里の相方・芦川百々子（海原万里）。愛称は、えみちゃん。
1971年のデビューから1977年の寿引退まで、姉の芦川百々子と漫才コンビ・海原千里・万里を組み、「海原千里」として漫才師・歌手として活動した。1978年にソロで芸名を結婚後の本名である「上沼恵美子」に改名し、タレントとして復帰した。以降、関西を拠点に司会者・歌手としても活動している。

## 経歴
実家の橋本家は焼き肉店で、3人きょうだいの末っ子として生まれた（6歳上の姉・芦川百々子と2歳上の兄がいる）。兵庫県の淡路島にある三原郡福良町（現・南あわじ市福良）の出身で、島内の中学校を卒業。学生時代はバスケットボール部に所属していた。

### 海原千里・万里時代

#### 1971年 - 1977年
銀行員を務めていた父が演芸好きで（父もかつては芸人になりたかったとのこと）、祖母は浄瑠璃の師匠で太棹三味線の名手という環境から演芸や歌を見聞きして育つ。芸事好きが高じて、一家が中心となって「みどり劇団」という劇団を組み、老人ホームなどへの慰問活動をしていた。
上沼自身ももともとは歌手志望であった（父には「歌手になったって絶対あかん。顔もあかんし、歌唱力も（天童）よしみちゃんくらいうまかったらな」と言われたことがある）。しかし、漫才の道に進んだ姉の相方が失踪したため、父の要請を受けてコンビを組むことになり、1969年春、中学2年生になる前の春休みごろに大須演芸場の舞台に立つ。中学校卒業後、1971年に姉妹漫才コンビ「海原千里・万里」の海原千里（海原お浜・小浜門下）としてデビュー。事務所の意向で姉の芦川百々子が年齢を詐称していたため、4歳違いの姉妹として活動する。同年に上方お笑い大賞銀賞を受賞し、1973年にはNHK漫才コンテスト優秀敢闘賞を受賞。高校生ながら巧みな話術で人気となり、白雪姫と称されたアイドル・天地真理に倣い、「漫才界の白雪姫」と呼ばれていた。しかし、漫才師の道は父が決めたものであり、2024年のインタビューにて「ストレートにお伝えしますね。私の人生、全てが後悔です」と述べている（詳細は後述）。
1975年にはシングル「大阪ラプソディー」が40万枚を売り上げた。19歳のとき、1974年5月初旬に盲腸で大正病院に10日間入院。
1975年、20歳の時に出演した関西テレビ『日曜ドキドキパンチ』で、同局ディレクターの上沼真平と出会う。1977年5月22日、8歳上の真平と結婚。親族・親類全員が反対する状況下での結婚だった。姉とのコンビを解消し、ラスベガスからカウアイ島へと渡る新婚旅行を経て、芸能界を引退する。舅・上沼健吉は上沼が嫁ぐ前の1969年に亡くなり、自身の本籍地である大阪府箕面市桜1丁目の18坪の建売住宅に真平・姑との3人で暮らすことになる。姑・上沼浜子は2007年に89歳で亡くなっている。 

### コンビ解散後・芸能界復帰
1978年4月、長男（後に整骨院経営者となる上沼星太郎）を出産後の7月に土井勝の料理番組のアシスタントで芸能界へ復帰。1983年5月に次男（後に構成作家となるゆじぇーろ）を出産した。
芸能界復帰については、夫が遊び人で生活費の余裕がないために復帰したと告白している。また、島田紳助の引退に触れた際、自身の引退時に「番組スタッフとかが離れていった事が寂しかった」と明かした。
1985年よりNHK総合『バラエティー生活笑百科』に出演し知名度を上げた。

#### 1990年代
1994年と1995年にはNHK『NHK紅白歌合戦』の紅組司会を担当した。1994年の『第45回NHK紅白歌合戦』で紅組司会を担当した際、「上沼恵美子なんて大阪だけのタレントです。それをNHKが紅組の司会に起用したっていう事は風当たりも強かったですし、やはりベテラン歌手にはいびられました」「ベテラン歌手から『あんたみたいなもんが紅組の司会ってなんやの』という態度で迫られた」と語っている。出場歌手と面談した際、「横を向いて目を会わせてくれない方が4、5人いた」と『あさイチ』（NHK総合、2015年12月25日放送）で語っており、「その人たちは未だに大っキライです」とも述べた。しかし、翌1995年の『第46回NHK紅白歌合戦』での紅組司会の際については「ころっと変わりました。大事にされました」と話している。

#### 2000年代
紅白の成功以降、関西において上沼を見ない日はなく、やしきたかじんと並んで「関西の両横綱」あるいは「関西の女帝」と呼ばれるようになる。
NHKが実施した2002年のタレント好感度ランキングでは、女性部門で久本雅美、松嶋菜々子に次いで3位になる。2003年度長者番付大阪地区では、芸能人部門で1位となった。
2007年下期のNHK連続テレビ小説『ちりとてちん』では語りを担当。同作では主人公の老年後という設定での参加で、放送分よりも後の時代から回想して語るというものであったため、上沼が主役として画面に登場することはなかった。『第46回NHK紅白歌合戦』では映像の流用と言うかたちで本人役での出演を果たしている。
島田紳助からの依頼により、2007年から朝日放送『M-1グランプリ』に初の女性審査員として出演。同年から2009年まで審査員を務めたほか、大会の中断期間を挟んで2016年から2021年まで筆頭審査員を務めた。

#### 2010年代
2014年2月中旬に急性A型肝炎を患い入院するも、3月3日にラジオの生放送で復帰した。

#### 2020年代
2020年、長年に渡り続いた冠番組『快傑えみちゃんねる』が突如終了、この終了の背景には関西テレビ側の不手際や失礼な対応があったと上沼は主張している。
その後、2022年には『上沼恵美子のおしゃべりクッキング』も終了したが、こちらは円満な形での終了であり、「嫌な事は1つも無かった」として朝日放送や共演の講師達への感謝を語っている。
それと前後して、公式YouTubeチャンネルを開設、料理動画や人生相談などで大きな人気を集め、新たなファン層を獲得することとなる。YouTubeチャンネルには姉の芦川も頻繁に登場している。
更に関東圏への番組にも積極的に出演するようになり、様々な人気番組へのゲスト出演の他に、香取慎吾と2年連続で番組の司会を務めるなどしている。

### 歌手活動
海原千里・万里として1976年に発売した「大阪ラプソディー」がヒットを記録した。前述の通り、歌手の道を諦めたことは後悔しており「私が死んで魂だけになったら、ずっとフェスティバルホールのマイクの前にいると思います。それくらい、歌手へのあこがれが今も、何なら今こそあるんです。チャレンジできなかった。その後悔が大きいんです」と語っている。
幼少期から数々のちびっ子のど自慢大会に出場し、「のど自慢荒らし」と呼ばれていた。当時のライバルは天童よしみで、毎回天童が優勝するため、上沼は準優勝であったという。
またデビュー当時、北島三郎のコンサートの前座を務めた際に、北島に歌唱力を認められ、北島のもとでの歌手転向を勧められたが断った。
2019年には「時のしおり」がロングヒットを記録、2020年代以降は『うたコン』など全国的な音楽番組への出演も行っている。

## 人物
芸風
自身のレギュラー番組の多くが東京で放送されていないこともあり、番組内で過去に共演した芸能人を批判することがよくある。また、ゲスト出演した芸能人に「嫌いな芸能人」などのネタを聞き出すことも多い。放送時には効果音で実名が消されイニシャルトークで進行されるが、実名で批判することもあった。パターンとしては、自身が出演しているラジオ番組こころ晴天の中でテレビ番組いつでも笑みをにゲスト出演した鶴田真由の態度が不快だったと生放送で語ったり、清水アキラに対しては、「あんなヤツ、そのうち人気が落ちる」と述べ、名誉毀損寸前の騒動に発展したことがある。逆に自分がゲスト出演した際には司会者に「嫌いな人とかいましたか？」と直球で聞くこともある。
かつてレギュラー相談員として出演していたNHK『バラエティー生活笑百科』では、長年ホラ吹きキャラクターを売り物にしていた。淡路島や大阪城を所有しているといった単純な富豪ホラからしばしばシュールに展開するネタで人気を博したが、隣席の3代目桂南光や辻本茂雄、司会の3代目笑福亭仁鶴による突っ込みも重要な要素であったこともあり、他の番組などではそれほどこの芸風を披歴していない。
霊感が強く、怖い話を扱う特別番組やコーナーでは自らが体験した恐怖体験を語ることがある。しかし、本人は霊感があることは嫌だと述べている。
タレントとしての活動範囲・スタンス
仕事は基本的に在阪局に絞って行い、在京局やローカル局では滅多に仕事をしない。上沼と同様在阪局に絞って出演していたタレントにはやしきたかじんがいたが、上沼の場合はたかじんのような「東京嫌い」というわけではなく、芸能界復帰の際に夫・真平と「（仕事をする範囲として）西は姫路、東は京都まで」と約束したためで、これにより本格的な東京進出を断念している。しかしながら、回数こそ少ないものの在京局制作番組にゲスト出演したり、出演する在阪・在名局共同制作番組で時折行われる名古屋収録に参加することもある。このため、在阪局での仕事がメインではあるものの、東京での知名度は高く、この点においてもたかじんが生前東京での知名度が低かったのとは対照的である（これは『情報ライブ ミヤネ屋』が全国ネット化されるまで、東京での知名度がほとんど無かったフリーアナウンサーの宮根誠司も同様であった）。
2014年1月12日放送の『上沼・高田のクギズケ!』では「来世は東京に行きたい」「東京進出をしないのは、大阪の人と結婚したから。（東京に行ったら）別居になるやん。今度は東京の人と結婚したい!」「NHKから『大河ドラマ』の出演打診があったが、東京収録のため断った」「紅白の司会をした後、在京局から11本に及ぶレギュラー番組のオファーがあったが、夫を優先するため全て断った」と語った。2005年12月18日にニッポン放送のスペシャルウィークの特別番組『上沼恵美子のニッポン放送初上陸!2005年言いたい放題』で久々の在京ラジオ局への出演を果たす。2006年3月23日には日本テレビで放送の島田紳助・松本人志司会の『松紳ゴールデン!』にゲスト出演し、紳助と初共演を果たした。
夫・真平からは「自分が定年退職となる時に一緒に仕事を辞めよう」と言われ、この約束もしていたが、真平の定年退職後も仕事を続けている。2014年7月20日放送の『クギズケ!』で「（真平の定年退職時）夫から『一緒にやめようね』って言われて。ちょっと待ってって言いました」「（仕事は）もういいじゃないか、一緒に世界旅行でもしようよという気持ちみたいだったんだけど、あたしはまだ未練があった。コンサートやるって言ったらいい顔はしません」と語っている。
夫とは2021年時点で別居中である。別居後は在京局の出演オファーを積極的に受けるようになり、出演のたびに上京している。全盛期は関西の放送局でも特に真平が幹部を務める関西テレビとの関係が強かったが、真平が定年退職すると途端に冷遇されるようになった。
番組に出演する際の衣装にはこだわりを持っており、専属スタイリストを雇って個人で用意している。しかし、1997年と2005年の確定申告において、経費として申告した衣装代などが経費にはあたらないと指摘され、申告漏れとして追徴課税されている。
音楽・映画関係
中森明菜のファンであり、「関西の第二の後援会長」と公言するほどで、過去にはファンクラブに入会したり、中森のコンサート会場に花を贈ったりしている（一番の後援会長は生前親交のあった友人のやしきたかじん）。中森も1997年4月21日にコンサートのプロモーションを兼ねて上沼のレギュラー番組『快傑えみちゃんねる』にゲスト出演し、初共演を果たしている。その際、中森からレモンの木をねだられ困惑したことを後年明かしている。また、松田聖子のファンであることも自身の番組内で度々語っている。西城秀樹とは生年月日が同じ事が縁で交友関係があり、毎年誕生日には西城から花を贈られる仲であった。更にももいろクローバーZのファンでもあり、仕事に行きたくないとき右側だけ化粧して、それでも嫌な気分のときに、ももクロの曲を聴くことで残り左半分の化粧もするとネタにしている。
浅丘ルリ子の事を敬愛している。その理由に当時上沼が司会を務める関西ローカルの番組には東京から良いゲストがなかなか来なかったといい、たまに来ても不遜な態度をとられる中、浅丘は上沼の番組に出演した際に当初の番組構成の予定の変更があっても機嫌を損ねることなく盛り上げてくれたといい、「浅丘さんに出会って、ゴロって変わりました。大ファンで雲の上の大スター。全部好きです。全部好きです。一番好きで一番尊敬していて、そして人格者で。こんな尊敬する方はこの世にいません」と語っている。
『男はつらいよ』シリーズなどのヒューマン系の映画を好む。俳優の上川隆也の大ファンである。
M-1グランプリ
吉本興業が主催する漫才コンテストM-1グランプリに2007年から女性初の審査員として出演し、以降も2010年と2015年を除いて2021年まで毎年務めており、2016年以降は筆頭審査員として出演している。出演は当時の大会委員長である島田紳助の依頼により実現した。紳助いわくM-1の審査員はその審査を視聴者に審査されるというリスクを負うためなり手がおらず、多くの人に直談判してきたが、ほとんどの人に断られた。そのようななか、上沼は審査員が損な役回りであると分かった上で引き受けてくれたという。
上沼のM-1グランプリにおける審査は度々話題を集めてきた。例えば、2016年大会ではカミナリに対してネタは好意的に評価したものの、ボケの頭を猛烈に叩いてツッコむ彼らの持ち味である「どつき漫才」を、「叩いて笑いが来ない。あのドツキはいるんやろか。叩いてから突っ込むというのはいらないと思う、くせになってる。これ（ドツキ）なしで突っ込んでも笑いは来ます」と公開指導を行った。この上沼の審査は、後々のカミナリの芸風に影響を与えた。2大会ぶりの決勝進出となったスリムクラブに対しては「今回は無理がありましたね。飛びすぎ！親しいから言うとくけど、どないしたんや！しっかりせんかい！まだ優勝してないねんから（初心に）戻りなさいよ」と評論した。スリムクラブはこの審査に落ち込んだが、2年後の共演時にこの話題を振られた上沼は「私怒った？M-1で？あなたを？（記憶）全然ない」「私はいつも忘れます。私はそういうのを忘れることにしています」と返した。2017年大会では、マヂカルラブリーを「一生懸命やってるのは分かるけど好みじゃない」「よう決勝残ったなと思って」と酷評した。これ以降の大会では、敗者復活戦の結果発表前に、マヂカルラブリーの野田クリスタルが上着を脱いで上半身を露出し、スタジオの上沼に対して「えみちゃん待っててねぇー」とアピールするというのが定番化した。2020年大会にてマヂカルラブリーへの酷評について触れられた際も、上沼はそのことを忘れていたが、同回のネタについては「ばかばかしさが突き抜けるというのはもう芸術や」と絶賛した。
2018年大会では、上沼の審査に不満を抱いた2017年大会優勝のとろサーモンの久保田かずのぶとM-1決勝の常連であるスーパーマラドーナの武智が、決勝大会後にインターネット上に配信した動画で上沼に対して暴言を吐くという騒動が起こった。久保田は「酔ってるから言いますけど」と前置きした上で「（審査員を）そろそろもうやめてください」「自分目線の、自分の感情だけで審査せんといてください」、武智は「『嫌いです』って言われたら更年期障害かって思いますよね」と発言した。問題の動画はほどなくして削除され、久保田と武智は謝罪した。この騒動に関して同じく審査員のオール巨人は「つまらん本当に情けない話」と嘆き、松本人志は「彼らは勉強不足」と批判、さらに大会創設者である島田紳助が週刊誌の誌面で上沼に謝罪するに至った。そのほかにも多くのお笑い芸人が言及する騒動になったが、当の上沼は「悪いですけど興味ないです」と一蹴した。その反面で上沼は騒動発生当時に一度審査員を降板する意向を表したことがあったが、最終的には撤回し2019年以降の大会も審査員を続投。2019年大会に審査員として会場に登場した際には「更年期障害を乗り越えました」と、騒動に絡めた挨拶を行った。その2019年大会ではからし蓮根の採点時に、その前に漫才を披露していた和牛に対して「去年もその前も和牛に（ファイナルステージの投票で）チャンピオンを入れました。でも横柄な感じを和牛に対しては感じました。なんか『このステージは僕のもの。リサイタル』みたいな、緊張感のない、ぞんざいなものを感じた」と意見を述べた。その後2023年に和牛が解散を発表した際にこのコメントが話題となった。
2021年大会終了後には、オール巨人とともに審査員から引退する事を表明。2022年大会では上沼に続く史上2人目の女性審査員として山田邦子が務めた。
その他
毎日放送『今夜はえみぃ〜GO!!』などで料理の腕前を披露し、番組から4冊の料理本を出版した。好きな食べ物はカレーうどん。
御堂筋のイチョウの木のライトアップは、上沼が当時大阪市長の西尾正也に提言したことで実現した。また、海遊館オープン時の名称選定委員会のメンバーで、海遊館のネーミングは上沼が推したために決定されたものである。当初は単なる公募に対する一般人からの応募に過ぎなかったが、上沼が推したことがきっかけとなって選定された。
次男であるゆじぇーろを出演番組に構成作家として採用している。次男の業界入りで口利きしたのが島田紳助。『M-1グランプリ』の審査員を紳助に頼まれて断れなかった、と言っているのは、このためである。愛犬はメスのトイプードル（キキ）とフレンチブル（べべ）。ベベは2022年4月23日に永眠。
主婦タレントの草分け的存在とも言われる。
ローンを組むことを考えず、どれだけ高級でもキャッシュで買い、「ローンの意味がわからない」というほど徹底している。
峰竜太は「姑（夫・真平の母）の親戚」というつながりである。

## 現在の出演番組
2013年9月末以降、レギュラー出演する番組全てが司会者としての出演かつ冠番組である。
レギュラー
- 「上沼・高田のクギズケ!」（読売テレビ・中京テレビ共同制作、2011年1月 - ）
- 「上沼恵美子のこころ晴天」（朝日放送ラジオ、1993年4月 - ）

## 過去の出演番組
※コンビでの出演作は海原千里・万里#出演の項を参照のこと。

### テレビ
- バラエティー生活笑百科（NHK大阪放送局）[56]
- わが心の大阪メロディー（NHK大阪放送局[注 2]）[56]
- 新伍のワガママ大百科（毎日放送制作・TBS系列全国ネット）
- 今夜はえみぃ〜GO!!（毎日放送・中部日本放送、ローカルネット）
- ビバ・レディー（朝日放送）
- 上沼恵美子のおしゃべりクッキング（朝日放送テレビ制作・テレビ朝日系列全国ネット）
- 食卓の大冒険（朝日放送）
- 「M-1グランプリ」（朝日放送テレビ制作・テレビ朝日系列全国ネット、毎年12月）2007年 - 2009年、2016年 - 2021年 審査員
- 花の新婚!カンピューター作戦（関西テレビ）
- ノンストップゲーム（関西テレビ、関西ローカル）
- いつでも笑みを!（関西テレビ制作・フジテレビ系列全国ネット）[56]
- たかじん胸いっぱい（関西テレビ）
- 快傑えみちゃんねる（関西テレビ）
- 上沼恵美子4時間半ナマ騒ぎ!しゃべり祭スペシャル（関西テレビ）
- 関西テレビ年末生ワイド上沼恵美子4時間半生でしゃべるのはナマナマしぃ〜スペシャル（関西テレビ）
- 2時のワイドショー（読売テレビ制作・日本テレビ系列全国ネット）
- ん?!上沼・鶴瓶あがってま～す!!（読売テレビ）
- 上沼恵美子のこんな夫婦どないしたらええねん!（読売テレビ）
- 週刊えみぃSHOW（読売テレビ、関西ローカル）
- 愛の修羅バラ!（読売テレビ・中京テレビ、関西ローカル&中京ローカル）
- ズバリ!悩みおまかせ（サンテレビ、関西ローカル）
- ホットライン110番（テレビ朝日）
- 上沼恵美子は見た!日常ワイド劇場（TBS）
- おばちゃん1000万円!!（TBS）
- クイズずばり知りたい（テレビ東京）
- P.S.愛してる!（中京テレビ、中京広域圏ローカル）
- 坂上サンドの東北旅（2025年3月14日、フジテレビ）[注 3]

### テレビドラマ
- 連続テレビ小説（NHK大阪放送局）
  - 鮎のうた
  - ちりとてちん[注 4]
- 銀河テレビ小説 現代夫婦考（NHK、1981年）
- 新・部長刑事アーバンポリス24SP. 消えた浪花のモーツァルト（朝日放送テレビ、1995年10月14日）
- 神戸旅情ミステリー　突撃おばちゃん探偵 伊集院さゆりの事件簿（フジテレビ、2003年1月2日）
- 問題物件 第8話（2025年3月5日、フジテレビ） - マンション・メイツ 住人 役[57]

### ラジオ
- 歌謡曲ぶっつけ本番（朝日放送ラジオ） [注 5]
- 春蝶のだから土曜日（ラジオ大阪）
- 上沼恵美子のニッポン放送初上陸!2005年言いたい放題（ニッポン放送）
- 上沼恵美子のオールナイトニッポンGOLD（ニッポン放送）

### NHK紅白歌合戦（NHK総合・ラジオ第1）
- 1994年（第45回） - 紅組司会
- 1995年（第46回） - 紅組司会
- 2019年（第70回） - ゲスト審査員

### CM
- ライオン 「ママローヤル」「ピコカン」「サット」「シャキット」｢パワフル油っ固｣
- 人形のモリシゲ（1988年）
- 仏壇仏具の泉屋（1989年）
- 朝日新聞（1990年）
- 日本広告審査機構（1997年）
- 小林製薬（1998年・2000年）[58]

### 映画
- トラック野郎・望郷一番星（1976年、東映） - ドライブインの女将役[注 6]

## ディスコグラフィ

### シングル
- 1・2・7 - ：テイチク、3・5：日本クラウン、4：ポリスター、6：zetima。

| #  | 発売日          | A/B面 | タイトル               | 作詞         | 作曲           | 編曲                | 規格品番            |
| -- | --------------- | ----- | ---------------------- | ------------ | -------------- | ------------------- | ------------------- |
| 1  | 1989年 1月21日  | A面   | 大阪めぐり愛           | 吉田旺       | 市川昭介       | 斉藤恒夫            | RE-883              |
| 1  | 1989年 1月21日  | B面   | さ・い・な・ら         | 吉田旺       | 市川昭介       | 斉藤恒夫            | RE-883              |
| 2  | 1989年 10月21日 | A面   | 浮草みなと             | やしろよう   | 市川昭介       | 斉藤恒夫            | RE-906              |
| 2  | 1989年 10月21日 | B面   | やくそく               | 吉田旺       | 市川昭介       | 桜庭伸幸            | RE-906              |
| 3  | 1995年 3月24日  | 01    | 大阪ひとり             | 円広志       | 円広志         | 古川忠義            | CRDN-274            |
| 3  | 1995年 3月24日  | 02    | 思い出づくり           | 上沼恵美子   | 古川忠義       | 古川忠義            | CRDN-274            |
| 4  | 1996年 3月25日  | 01    | P.S.愛してる!          | 荒木とよひさ | 堀内孝雄       | 宮崎慎二            | PSDF-5019           |
| 4  | 1996年 3月25日  | 02    | 愛した人へ             | 蘭かおる     | 金田一郎       | 金田一郎            | PSDF-5019           |
| 5  | 1998年 4月29日  | 01    | 春夏秋冬               | 岡田冨美子   | 浜圭介         | 川村栄二            | CRDN-541            |
| 5  | 1998年 4月29日  | 02    | あなたをずっと見ている | 伊藤薫       | ばんばひろふみ | 川村栄二            | CRDN-541            |
| 6  | 2002年 4月24日  | 01    | 笑顔を咲かせましょう   | つんく       | つんく         | 小西貴雄            | EPDE-1099           |
| 6  | 2002年 4月24日  | 02    | それが愛人             | つんく       | つんく         | 小西貴雄            | EPDE-1099           |
| 7  | 2004年 6月23日  | 01    | コスモス揺れて         | かず翼       | 円広志         | 宮崎慎二            | TECA-11636          |
| 7  | 2004年 6月23日  | 02    | 少しだけサヨナラ       | かず翼       | 円広志         | 宮崎慎二            | TECA-11636          |
| 8  | 2005年 12月16日 | 01    | 泡盛心中               | 宮城常雄     | 宮城衛         | 桜庭伸幸            | TECA-12038          |
| 8  | 2005年 12月16日 | 02    | 大阪ラプソディー       | 山上路夫     | 猪俣公章       | 藤田はじめ 前田俊明 | TECA-12038          |
| 9  | 2009年 8月19日  | 01    | 涙の重さ               | かず翼       | 田尾将実       | 川村栄二            | TECA-12194          |
| 9  | 2009年 8月19日  | 02    | リラの雨               | かず翼       | ひうら一帆     | 川村栄二            | TECA-12194          |
| 10 | 2015年 9月9日   | 01    | あかんたれ             | 中田昌秀     | 猪俣公章       | 前田俊明            | TECA-13618          |
| 10 | 2015年 9月9日   | 02    | ふたりの故郷           | 中田昌秀     | 猪俣公章       | 前田俊明            | TECA-13618          |
| 11 | 2019年 11月13日 | 01    | 時のしおり             | 田久保真見   | 南乃星太       | 南郷達也            | TECA-13974          |
| 11 | 2019年 11月13日 | 02    | 人生これから           | 田久保真見   | 南乃星太       | 萩田光雄            | TECA-13974          |
| 11 | 2020年 9月16日  | 03    | 大阪ラプソディー       | 山上路夫     | 猪俣公章       | 藤田はじめ 前田俊明 | TECA-20056 (感謝盤) |
| 12 | 2025年 6月18日  | 01    | 人生泣き笑い           | 田久保真見   | 南乃星太       | 杉山ユカリ          | TECA-25023          |
| 12 | 2025年 6月18日  | 02    | 大阪ラブレター         | 田久保真見   | 南乃星太       | 南郷達也            | TECA-25023          |

### アルバム
| 発売日         | タイトル                         | 規格品番   |
| -------------- | -------------------------------- | ---------- |
| 1989年10月21日 | 全曲集 大阪めぐり愛 / 浮草みなと | 30CH-398   |
| 2005年8月30日  | スーパーベスト                   | TECE-28588 |
| 2018年10月31日 | コンサート愛唱歌撰               | TECE-3500  |

## 著書
- 犬も食わない 上沼さんちの夫婦げんか事件簿（2011年7月8日、学習研究社）ISBN 978-4054050235　-上沼真平との共著
- 犬も食わない 上沼さんちの夫婦げんか事件簿（2014年5月8日、朝日文庫）ISBN 978-4022617934 - 文庫化に際し、さらなる喧嘩エピソードを4本追加。